# Julio Pablo Rodríguez
Julio Pablo Rodríguez (Juan Lacaze, 9 agosto 1977) è un ex calciatore uruguaiano, di ruolo centrocampista.